# Olha Mikolajivna Szavcsuk
Olha Mikolajivna Szavcsuk (ukránul: Ольга Миколаївна Савчук; Doneck, 1987. szeptember 20. –) ukrán hivatásos teniszezőnő, olimpikon.
2004–2018 közötti profi pályafutása során három páros WTA-torna győztese, emellett párosban egy WTA 125K-, valamint három egyéni és nyolc páros ITF-tornán végzett az első helyen. Legjobb egyéni világranglista-helyezése a 79. hely volt 2008. május 19-én, párosban a 33. helyre került 2017. október 23-án. A Grand Slam-tornákon a legjobb egyéni eredménye a 3. kör, amelyig a 2006-os Australian Openen ért el. Párosban a 2017-es Roland Garroson a negyeddöntőbe jutott.
2004-től volt Ukrajna Fed-kupa csapatának tagja. Ukrajna képviseletében női párosban indult a 2016-os riói olimpián.

## WTA-döntői

### Páros

#### Győzelmei (3)
| Összesítés           |                        |
| Grand Slam-torna (0) |                        |
| Tier I (0)           | Premier Mandatory* (0) |
| Tier II (0)          | Premier Five* (0)      |
| Tier III (0)         | Premier* (0)           |
| Tier IV (1)          | International* (2)     |
| Tier V (0)           | Challenger* (0)        |

* 2009-től megváltozott a tornák rendszere.
 Az egymás mellett azonos színnel jelölt tornatípusok között nincs teljes mértékű megfelelés.
|    | Dátum             | Torna                                              | Borítás    | Partner            | Ellenfelek a döntőben               | Eredmény a döntőben | Eredmény a döntőben |
| 1. | 2008. október 5.  | Tashkent Open, Taskent, Üzbegisztán                | Kemény     | Raluca Olaru       | Nina Bratcsikova Kathrin Wörle      | 5–7, 7–5, [10–7]    |                     |
| 2. | 2014. április 13. | BNP Paribas Katowice Open, Katowice, Lengyelország | Kemény (f) | Julija Bejhelzimer | Klára Koukalová Monica Niculescu    | 6–4, 5–7, [10–7]    |                     |
| 3. | 2017. január 14.  | Moorilla Hobart International, Hobart, Ausztrália  | Kemény     | Raluca Olaru       | Gabriela Dabrowski Jang Csao-hszüan | 0–6, 6–4, [10–5]    |                     |

#### Elveszített döntői (6)
|    | Dátum              | Torna                                  | Borítás | Partner              | Ellenfelek a döntőben                   | Eredmény a döntőben | Eredmény a döntőben |
| 1. | 2010. február 21.  | Copa Colsanitas, Bogotá, Kolumbia      | Salak   | Nasztasszja Jakimava | Gisela Dulko Gallovits-Hall Edina       | 2–6, 6–7(6)         |                     |
| 2. | 2015. március 8.   | Malaysian Open, Kuala Lumpur, Malajzia | Kemény  | Julija Bejhelzimer   | Liang Csen Vang Ja-fan                  | 6–4, 3–6, [4–10]    |                     |
| 3. | 2015. július 19.   | Swedish Open, Båstad, Svédország       | Salak   | Tatjana Maria        | Kiki Bertens Johanna Larsson            | 5–7, 4–6            |                     |
| 4. | 2015. augusztus 2. | Baku Cup, Baku, Azerbajdzsán           | Kemény  | Vitalija Gyjacsenko  | Margarita Gaszparjan Alekszandra Panova | 3–6, 5–7            |                     |
| 5. | 2017. január 7.    | Shenzhen Open, Sencsen, Kína           | Kemény  | Raluca Olaru         | Andrea Hlaváčková Peng Suaj             | 1-6, 5-7            |                     |
| 6. | 2017. február 18.  | Qatar Total Open, Doha, Katar          | Kemény  | Jaroszlava Svedova   | Abigail Speras Katarina Srebotnik       | 3-6, 6-7(7)         |                     |

## WTA 125K-döntői: 1 (1–0)

### Páros: 1 (1–0)
| Eredmény | No. | Dátum             | Torna                                                  | Borítás | Partner         | Ellenfél a döntőben         | Eredmény            |
| -------- | --- | ----------------- | ------------------------------------------------------ | ------- | --------------- | --------------------------- | ------------------- |
| Győztes  | 1.  | 2014. november 2. | Ningbo International Women's Tennis Open, Ningbo, Kína | Kemény  | Arina Rodionova | Han Hszin-jün Csang Kaj-lin | 4–6, 7–6(2), [10–6] |

## ITF döntői

### Egyéni (10) (3–7)
| Kategóriák     |
| $100,000 torna |
| $75,000 torna  |
| $50,000 torna  |
| $25,000 torna  |
| $10,000 torna  |

| Eredmény | No. | Dátum               | Torna                        | Borítás | Ellenfél               | Eredmény      |
| -------- | --- | ------------------- | ---------------------------- | ------- | ---------------------- | ------------- |
| Győztes  | 1.  | 2003. június 23.    | Elektrostal, Oroszország     | Kemény  | Jekatyerina Kirjanova  | 6–3, 6–0      |
| Döntős   | 2.  | 2003. szeptember 7. | Zsukovszkij, Oroszország     | Salak   | Aljona Bondarenko      | 2–6, 3–6      |
| Győztes  | 3.  | 2004. október 31.   | Minszk, Fehéroroszország     | Szőnyeg | Nasztasszja Jakimava   | 6–4, 6–4      |
| Győztes  | 4.  | 2005. február 14.   | Bromma, Svédország           | Szőnyeg | Emma Laine             | 6–1, 6–2      |
| Döntős   | 5.  | 2007. július 29.    | Washington, Egyesült Államok | Kemény  | Czink Melinda          | 5–7, 5–7      |
| Döntős   | 6.  | 2007. november 19.  | Opole, Lengyelország         | Szőnyeg | Okszana Ljubcova       | 6–2, 4–6, 4–6 |
| Döntős   | 7.  | 2009. október 5.    | Tokió, Japán                 | Kemény  | Julie Coin             | 6–7, 6–4, 6–7 |
| Döntős   | 8.  | 2012. május 14.     | Casablanca, Marokkó          | Salak   | Arantxa Parra Santonja | 4–6, 4–6      |
| Döntős   | 9.  | 2013. március 10.   | Irapuato, Mexikó             | Salak   | Aleksandra Krunić      | 6–7(4), 4–6   |
| Döntős   | 10. | 2013. október 26.   | Casablanca, Marokkó          | Salak   | Viktorija Kan          | 4–6, 4–6      |

## Eredményei Grand Slam-tornákon

### Egyéni
| Grand Slam | Australian Open | Australian Open     | Roland Garros  | Roland Garros   | Wimbledon      | Wimbledon       | US Open        | US Open             |
| Év         | Eredmény        | Utolsó ellenfél     | Eredmény       | Utolsó ellenfél | Eredmény       | Utolsó ellenfél | Eredmény       | Utolsó ellenfél     |
| 2005       | –               | –                   | –              | –               | Selejtező (Q1) | Selejtező (Q1)  | Selejtező (Q2) | Selejtező (Q2)      |
| 2006       | 3. kör          | J Vesznyina         | 1. kör         | Sahar Peér      | 1. kör         | Martina Hingis  | 1. kör         | Lauren Albanese     |
| 2007       | 1. kör          | Szánija Mirza       | 2. kör         | Sybille Bammer  | Selejtező (Q2) | Selejtező (Q2)  | 1. kör         | Anastasia Rodionova |
| 2008       | 1. kör          | Agnieszka Radwańska | 1. kör         | Amélie Mauresmo | 1. kör         | Jelena Janković | Selejtező (Q3) | Selejtező (Q3)      |
| 2009       | –               | –                   | Selejtező (Q2) | Selejtező (Q2)  | Selejtező (Q1) | Selejtező (Q1)  | Selejtező (Q2) | Selejtező (Q2)      |
| 2010       | Selejtező (Q1)  | Selejtező (Q1)      | Selejtező (Q1) | Selejtező (Q1)  | Selejtező (Q1) | Selejtező (Q1)  | 1. kör         | Melanie Oudin       |
| 2011       | Selejtező (Q2)  | Selejtező (Q2)      | Selejtező (Q2) | Selejtező (Q2)  | Selejtező (Q2) | Selejtező (Q2)  | Selejtező (Q2) | Selejtező (Q2)      |
| 2012       | Selejtező (Q3)  | Selejtező (Q3)      | Selejtező (Q1) | Selejtező (Q1)  | Selejtező (Q2) | Selejtező (Q2)  | Selejtező (Q1) | Selejtező (Q1)      |
| 2013       | Selejtező (Q2)  | Selejtező (Q2)      | Selejtező (Q2) | Selejtező (Q2)  | Selejtező (Q1) | Selejtező (Q1)  | Selejtező (Q2) | Selejtező (Q2)      |
| 2014       | Selejtező (Q3)  | Selejtező (Q3)      | Selejtező (Q2) | Selejtező (Q2)  | Selejtező (Q1) | Selejtező (Q1)  | Selejtező (Q1) | Selejtező (Q1)      |
| 2015       | –               | –                   | –              | –               | –              | –               | –              | –                   |
| 2016       | Selejtező (Q1)  | Selejtező (Q1)      | Selejtező (Q2) | Selejtező (Q2)  | Selejtező (Q1) | Selejtező (Q1)  | Selejtező (Q2) | Selejtező (Q2)      |
| 2017       | –               | –                   | –              | –               | –              | –               | –              | –                   |

### Páros
| Grand Slam | Australian Open       | Australian Open                     | Roland Garros               | Roland Garros                 | Wimbledon                   | Wimbledon                           | US Open                    | US Open                               |
| Év         | Eredmény Partner      | Utolsó ellenfél                     | Eredmény Partner            | Utolsó ellenfél               | Eredmény Partner            | Utolsó ellenfél                     | Eredmény Partner           | Utolsó ellenfél                       |
| 2006       | –                     | –                                   | –                           | –                             | –                           | –                                   | 1. kör Aravane Rezaï       | Jelena Janković Bethanie Mattek       |
| 2007       | –                     | –                                   | –                           | –                             | –                           | –                                   | –                          | –                                     |
| 2008       | 1. kör J Svedova      | Květa Peschke Rennae Stubbs         | 1. kör Stéphanie Foretz     | Gyinara Szafina Szávay Ágnes  | 1. kör Andrea Hlaváčková    | Vania King A Kudrjavceva            | –                          | –                                     |
| 2009       | 2. kör Vera Dusevina  | Daniela Hantuchová Szugijama Ai     | 2. kör Szun Tien-tien       | Hszie Su-vej Peng Suaj        | 1. kör Tamira Paszek        | Daniela Hantuchová Szugijama Ai     | 1. kör Petra Kvitová       | Gisela Dulko Sahar Peér               |
| 2010       | 2. kör Raluca Olaru   | Serena Williams Venus Williams      | 1. kör Raluca Olaru         | Vania King Michaëlla Krajicek | 2. kör Elena Baltacha       | Gisela Dulko Flavia Pennetta        | 1. kör Anastasia Rodionova | A Kudrjavceva Darja Kusztava          |
| 2011       | 2. kör Jill Craybas   | Gisela Dulko Flavia Pennetta        | 1. kör Anastasija Sevastova | Date Kimiko Csang Suaj        | 1. kör Anastasija Sevastova | N Llagostera Vives A Parra Santonja | 2. kör V Gyjacsenko        | Szánija Mirza J Vesznyina             |
| 2012       | 1. kör Arn Gréta      | Alexandra Dulgheru Virginie Razzano | –                           | –                             | 1. kör Vesna Dolonc         | Serena Williams Venus Williams      | 1. kör Simona Halep        | Renata Voráčová K Zakopalová          |
| 2013       | –                     | –                                   | –                           | –                             | 2. kör Raluca Olaru         | Aojama Suko Chanelle Scheepers      | –                          | –                                     |
| 2014       | 1. kör Leszja Curenko | Annika Beck Andrea Petković         | 1. kör V Havarcova          | Jelena Janković A Klejbanova  | 1. kör Okszana Kalasnikova  | Serena Williams Venus Williams      | 2. kör Okszana Kalasnikova | Serena Williams Venus Williams        |
| 2015       | 1. kör L Kicsenok     | Andrea Hlaváčková Lucie Hradecká    | 2. kör L Kicsenok           | J Makarova J Vesznyina        | 2. kör Monica Niculescu     | Babos Tímea Kristina Mladenovic     | 2. kör Monica Niculescu    | A Kudrjavceva A Pavljucsenkova        |
| 2016       | 2. kör K Bondarenko   | Csan Hao-csing Csan Jung-zsan       | 1. kör K Bondarenko         | Csan Hao-csing Csan Jung-zsan | 1. kör K Bondarenko         | Alizé Cornet Xenia Knoll            | 2. kör L Arruabarrena      | B Mattek-Sands Lucie Šafářová         |
| 2017       | 2. kör Raluca Olaru   | Raquel Atawo Hszü Ji-fan            | Negyeddöntő Raluca Olaru    | Csan Jung-zsan Martina Hingis | 2. kör Nagyija Kicsenok     | Elise Mertens Demi Schuurs          | 1. kör Julia Görges        | Kiki Bertens Johanna Larsson          |
| 2018       | 2. kör Raluca Olaru   | Lucie Šafářová Barbora Strýcová     | 1. kör Ana Bogdan           | Tuan Jing-jing A Szasznovics  | 1. kör Alison Riske         | Gabriela Dabrowski Hszü Ji-fan      | 1. kör Elina Szvitolina    | Viktória Kužmová Magdaléna Rybáriková |

## Év végi világranglista-helyezései
| Év     | 2003 | 2004 | 2005 | 2006 | 2007 | 2008 | 2009 | 2010 | 2011 | 2012 | 2013 | 2014 | 2015 | 2016 | 2017 | 2018 |
| Egyéni | 432. | 279. | 162. | 99.  | 97.  | 114. | 164. | 151. | 200. | 196. | 175. | 221. | 195. | 311. | 839. | –    |
| Páros  | 525. | 329. | 650. | –    | 155. | 84.  | 81.  | 62.  | 82.  | 106. | 84.  | 52.  | 52.  | 64.  | 33.  | 147. |

## További információ
- Olha Szavcsuk hivatalos honlapja